# 중국고속철도 CRH2
CRH2형 전철(중국어: CRH2型电力动车组)은 중화인민공화국 철도부의 제6차 재래선 증속 계획을 위해 일본의 가와사키 중공업에서 구입한 고속 철도차량이다. 애칭은 〈총알〉이라는 뜻의 〈자탄두〉이며, 모든 CRH 차량은 허셰호로 불리고 있다.

## 개요
CRH2형 전철은 일본의 E2계 1000번대 신칸센 전동차를 기본으로 제작되었다. 신칸센 차량의 해외 수출은 타이완 고속철도 700T형 전동차 다음으로 두 번째이다. CRH2A형의 모터로 E2계 1000번대와 동일하지만, 전동차(M)와 부속차(T)의 구성비(MT비)는 4M4T로, 영업운전 최고 속도는 E2계 1000번대 (8M2T)의 최고 속도인 275 km/h(설계 최고속도 315 km/h)보다 낮은 250 km/h를 기록했다. 그 후 베이징-톈진 고속철도의 개통에 맞추어 투입되었다. CRH2C형은 6M2T의 MT비로 변경하여, 지멘스 ICE3 기본베이스의 CRH3형 전철과 함께 2008년 8월 1일 세계 최고 속도의 350km/h영업 운전을 시작하였다.

## 세부 모델

### CRH2A
CRH2A형 전철(중국어: CRH2A型电力动车组)은 2004년에 중화인민공화국 철도부에서 주문했고 최초의 CRH2 모델이다. 60편성이 제작되었고 8량 1편성으로 구성되었다. 이 중 3편성의 경우 일본에서 제작되어 2006년에 중화인민공화국에 수출했다. 나머지 편성은 중화인민공화국의 CRRC 칭다오 쓰팡에서 제조되었다. 영업 최고 속도는 중국고속철도 CRH1와 같은 250km/h로 운행하고 있다. 2007년에 시운전을 진행 했으며 같은 해 4월부터 운행하기 시작했다.

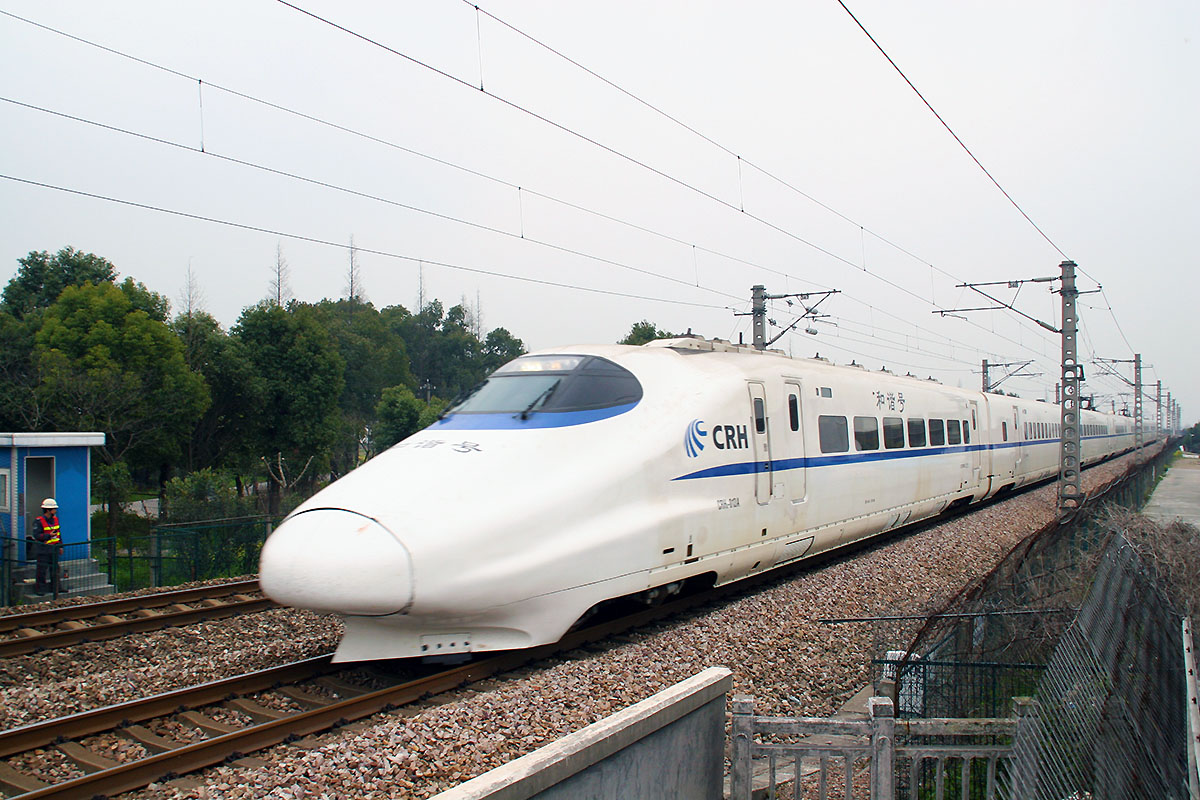
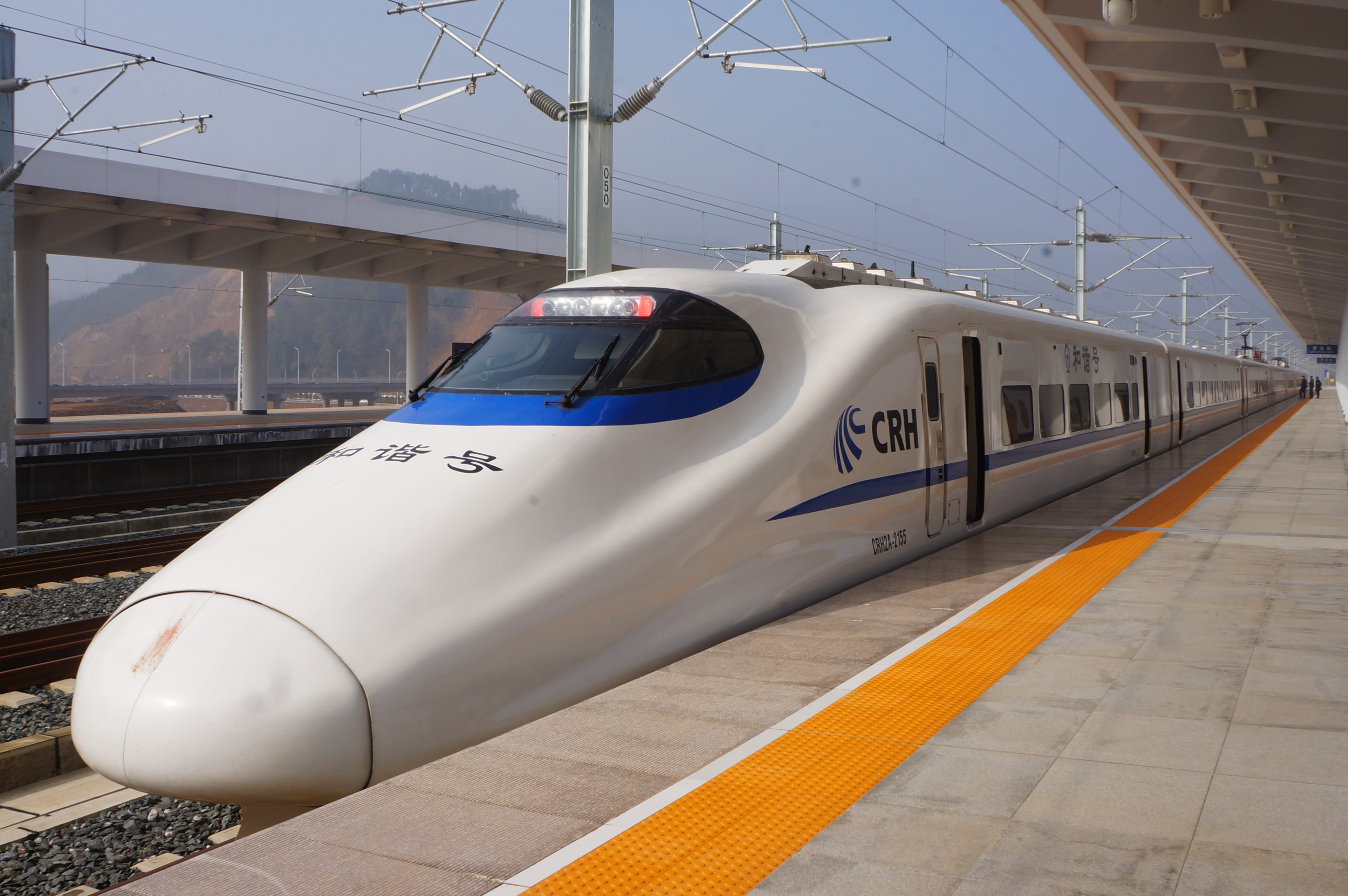

### CRH2B
CRH2B형 전철(중국어: CRH2A型电力动车组)은 2008년 4월부터 최초로 도입될 열차로 CRH2A과 달리 이 열차는 1편성 16량으로 구성되었다. 같은 해 8월에 허닝 철로에 투입되었다.

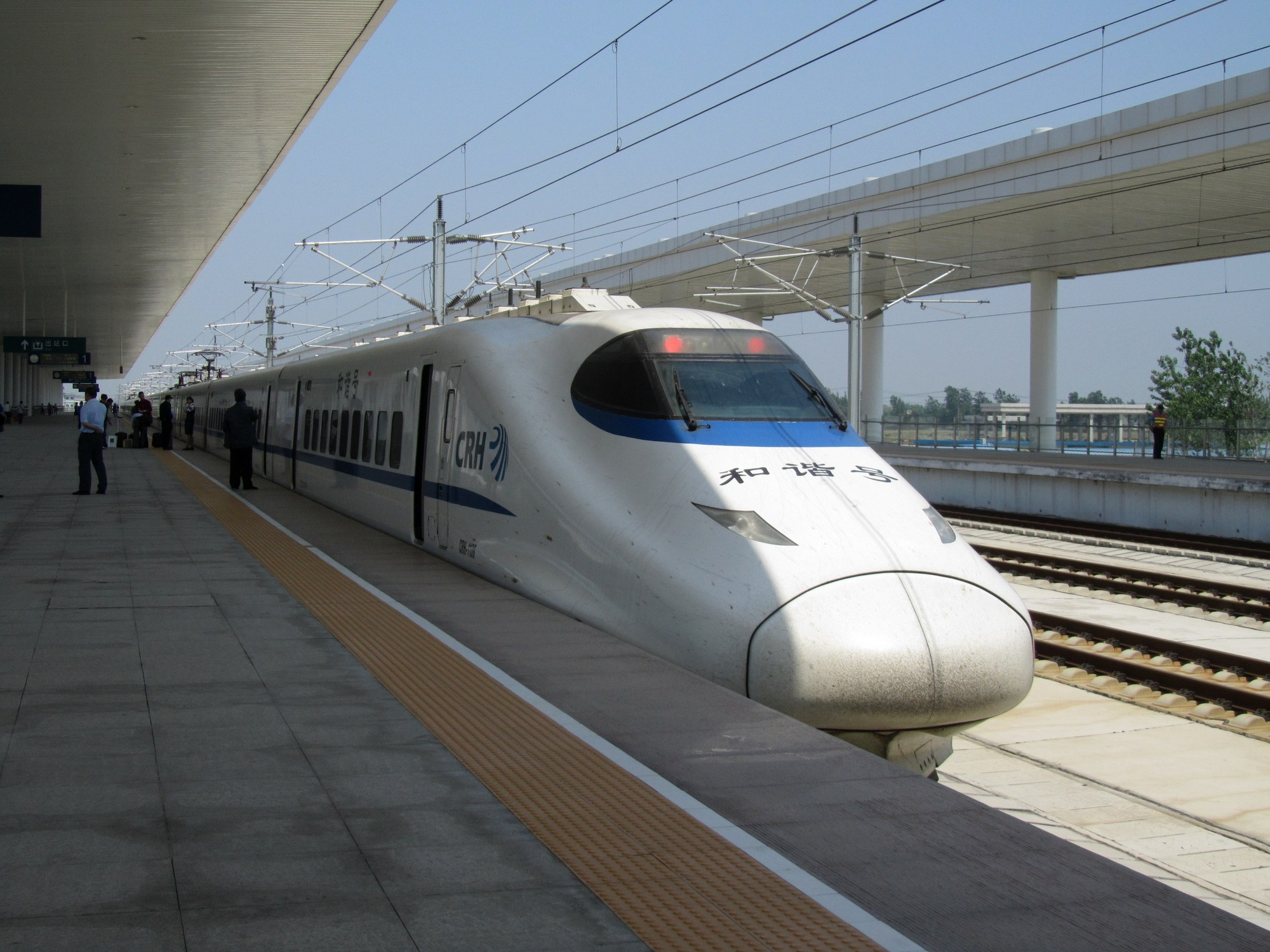
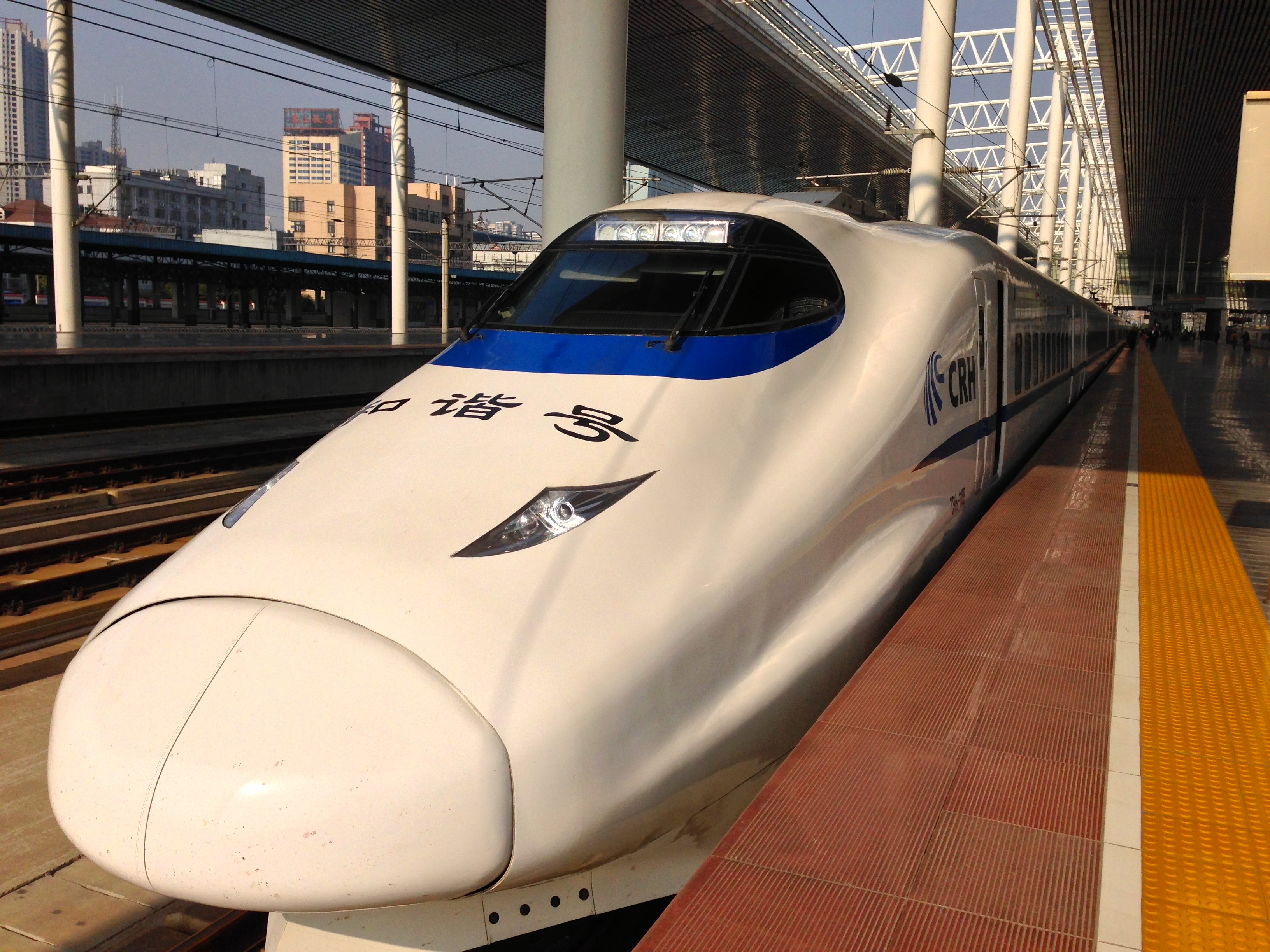
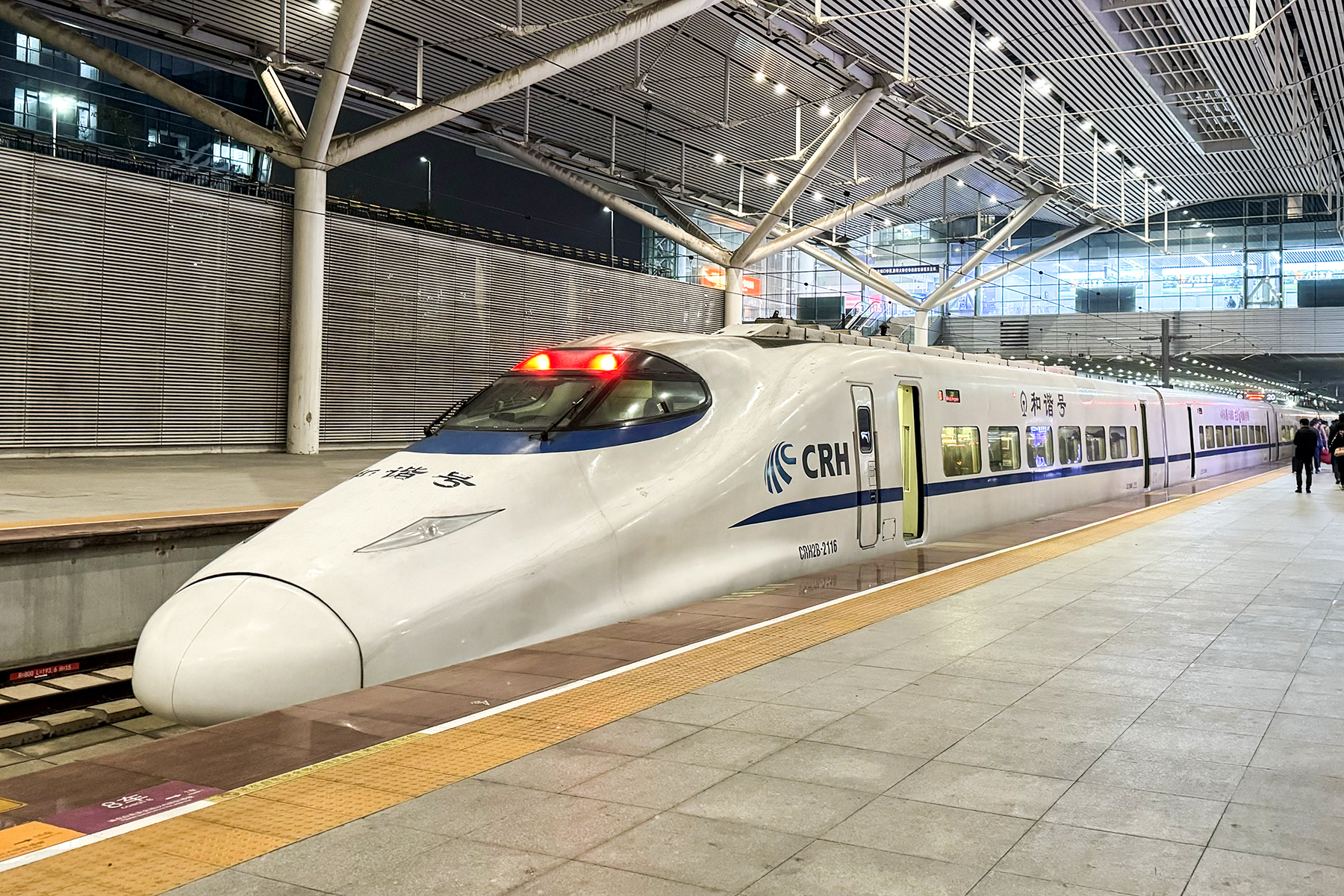

### CRH2C
CRH2C형 전철(중국어: CRH2A型电力动车组)은 CRH2A의 파생형으로 영업 최고 속도는 중국고속철도 CRH3와 같은 350km/h로 운행하고 있다. 당시 중화인민공화국 철도부와 지멘스 벨라로, 신칸센 E2계 전동차와 함께 2005년에 입찰에 붙인 300km/h급 고속철도 사업의 일환으로 이 열차를 개발하기 위해 15억 위안이 들었다.
CRH2C 1차분
2007년 12월에 최초로 인도했고 2008년에 베이징에서 톈진 구간의 고속선에서 최고 속도 370km/h를 달성한데 이어 2009년에 최고 속도 394km/h를 달성했다. 당시 기술을 통해 최신형 기술이 적용된 차량으로 A형에 존재하던 4량의 일반 객차중 2량을 동력 객차로 개조해서 최고 영업 속도를 300km/h까지 올렸다. 알루미늄 차체를 적용해 경량화를 시켰고 고속철도 주행이 더 용이한 팬터그래프를 적용했다. 차내 시스템 연결의 경우 광섬유가 사용된 것이 특징이다.
CRH2C 2차분
CRH2를 재설계한 모델로 30편성을 도입했고 2010년 1월에 공개되어 같은 해 2월부터 운행에 들어갔다. 1차분과 달리 축중이 1톤이 늘어난 15톤으로 재설계되었고 기어비의 변경과 소음과 진동을 감소시켰다. 고속열차 주행의 승객 안전을 위해 창문과 문의 차폐성이 개선되었다. 대차 내구성의 강화로 최고 영업 속도를 350km/h까지 올렸다.

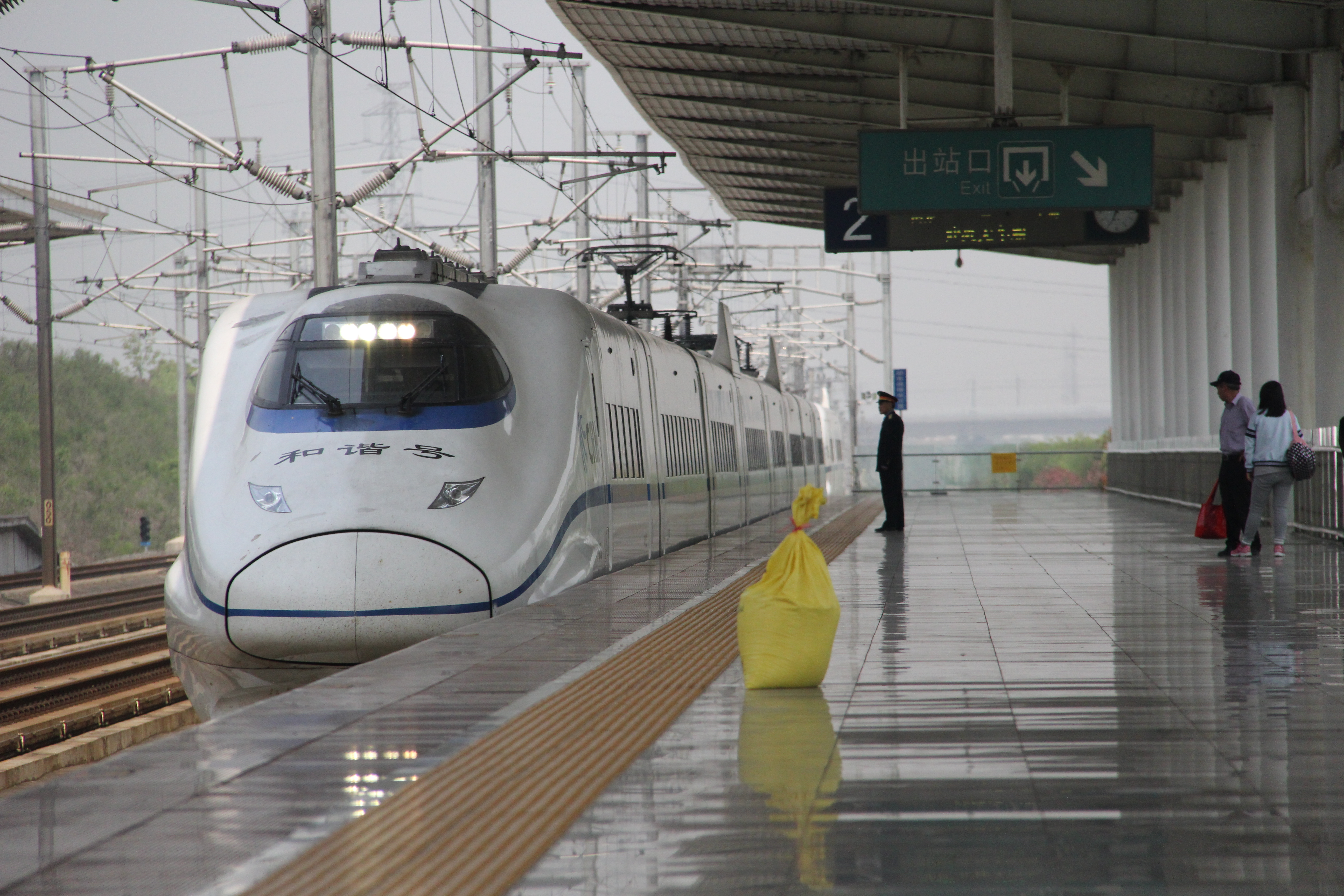
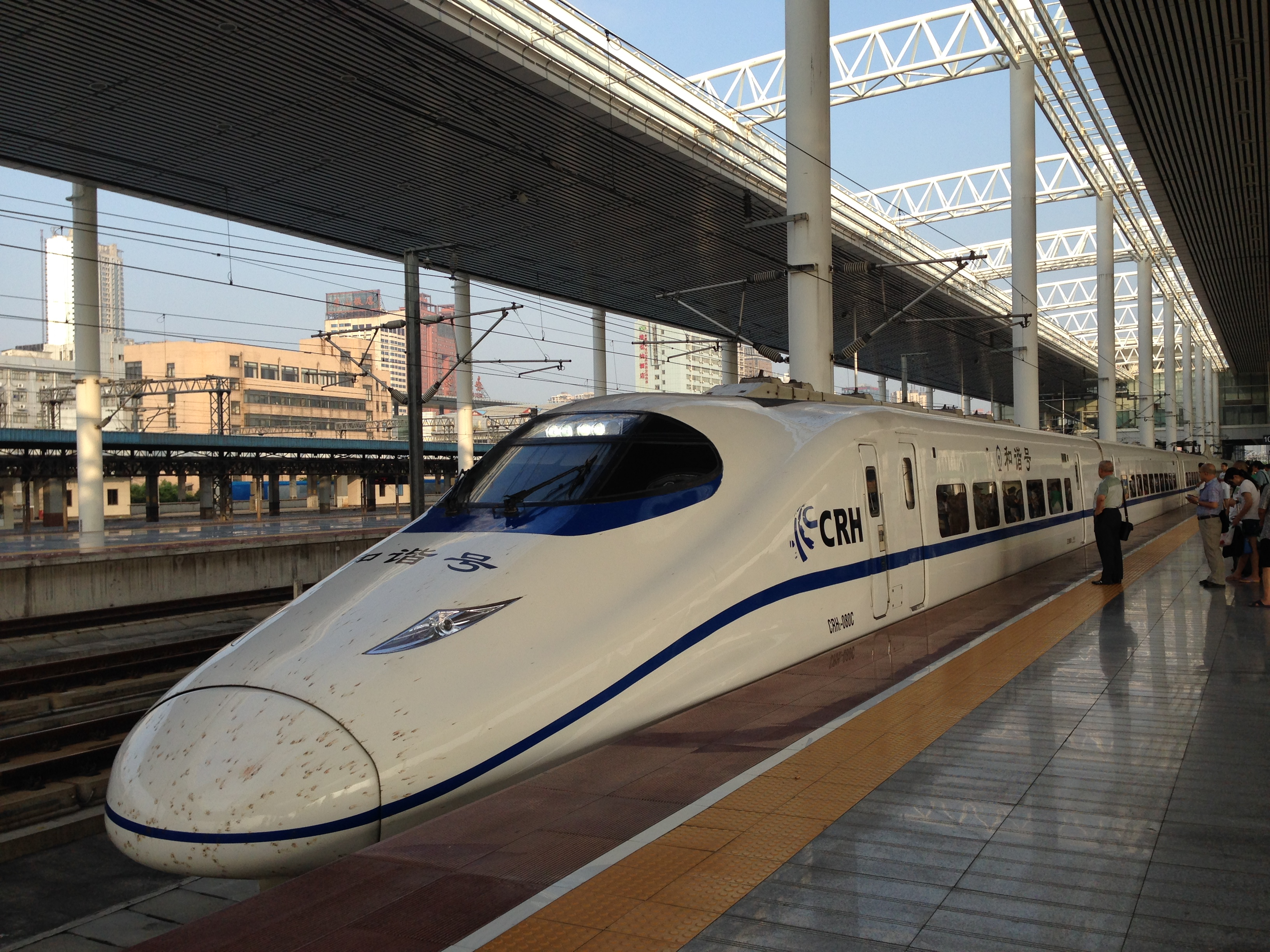
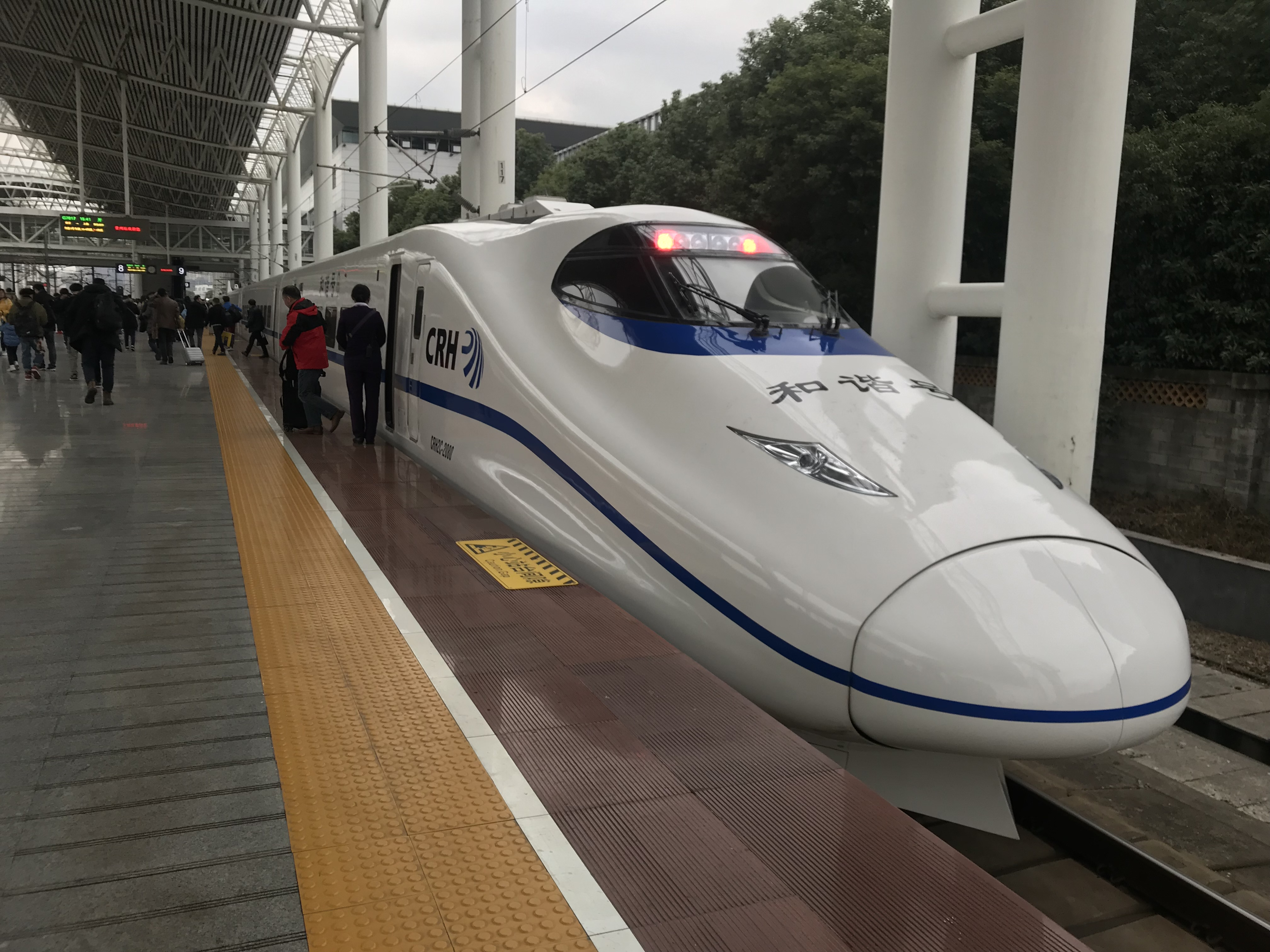

### CRH2E
CRH2E형 전철(중국어: CRH2E型电力动车组)은 CRH2의 침대차로 2007년부터 CRH2E 차량이 도입되었고 전 차량이 침대차로 구성되었다. 이층 침대로 구성되었고 평행으로 고정된 것이 특징이다. 이 열차는 2008년부터 베이징에서 상하이를 오가는 노선에 투입되었다.

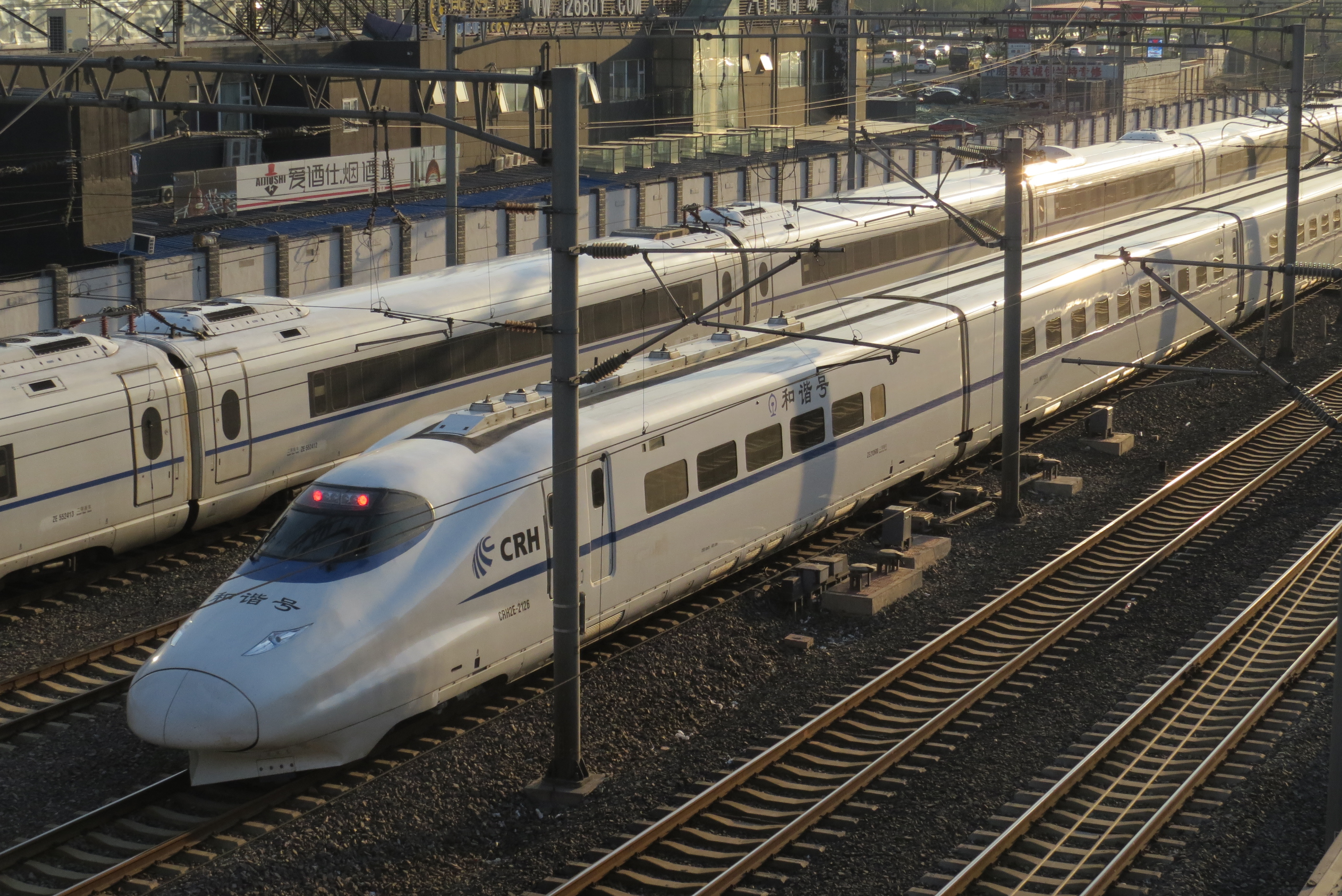
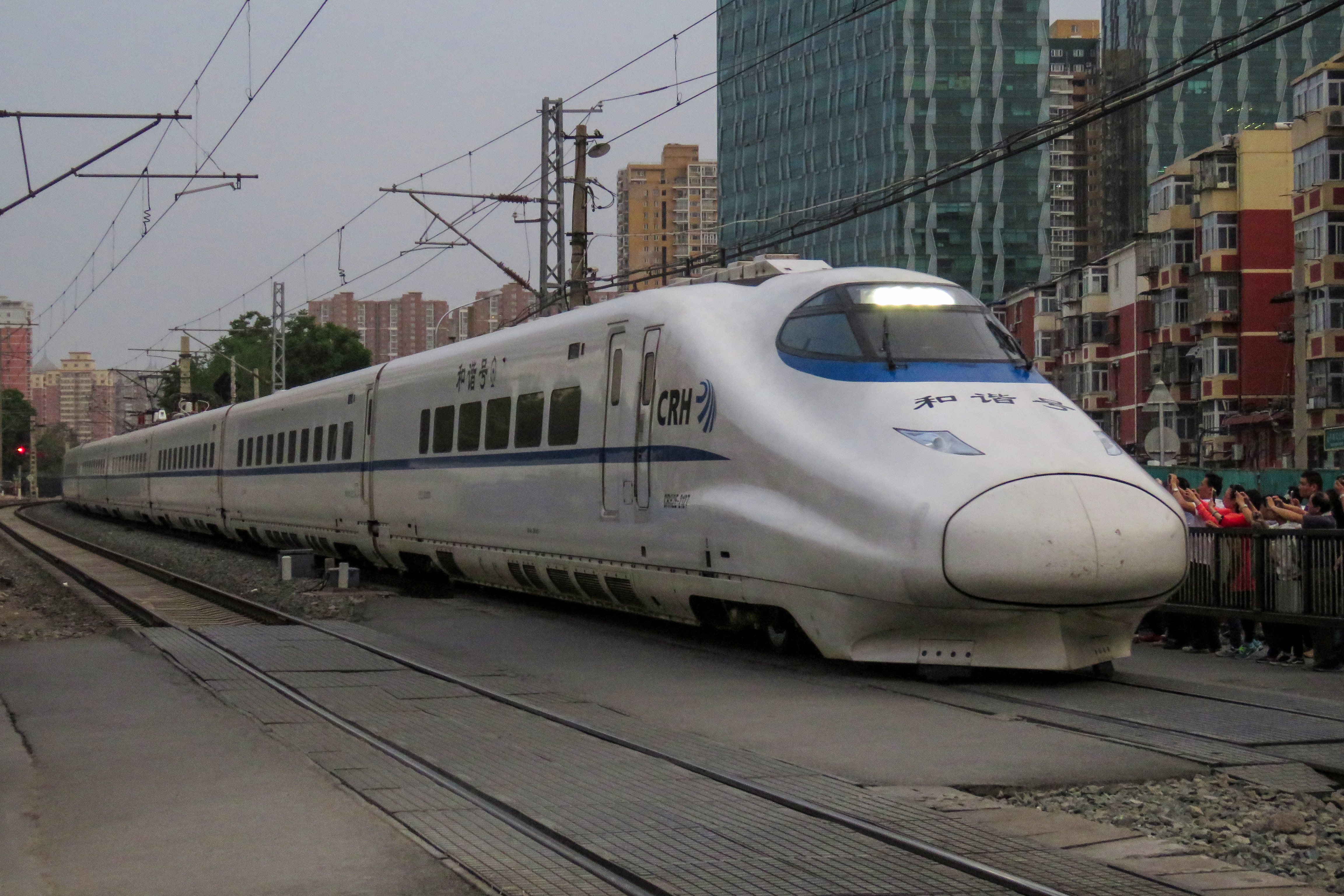
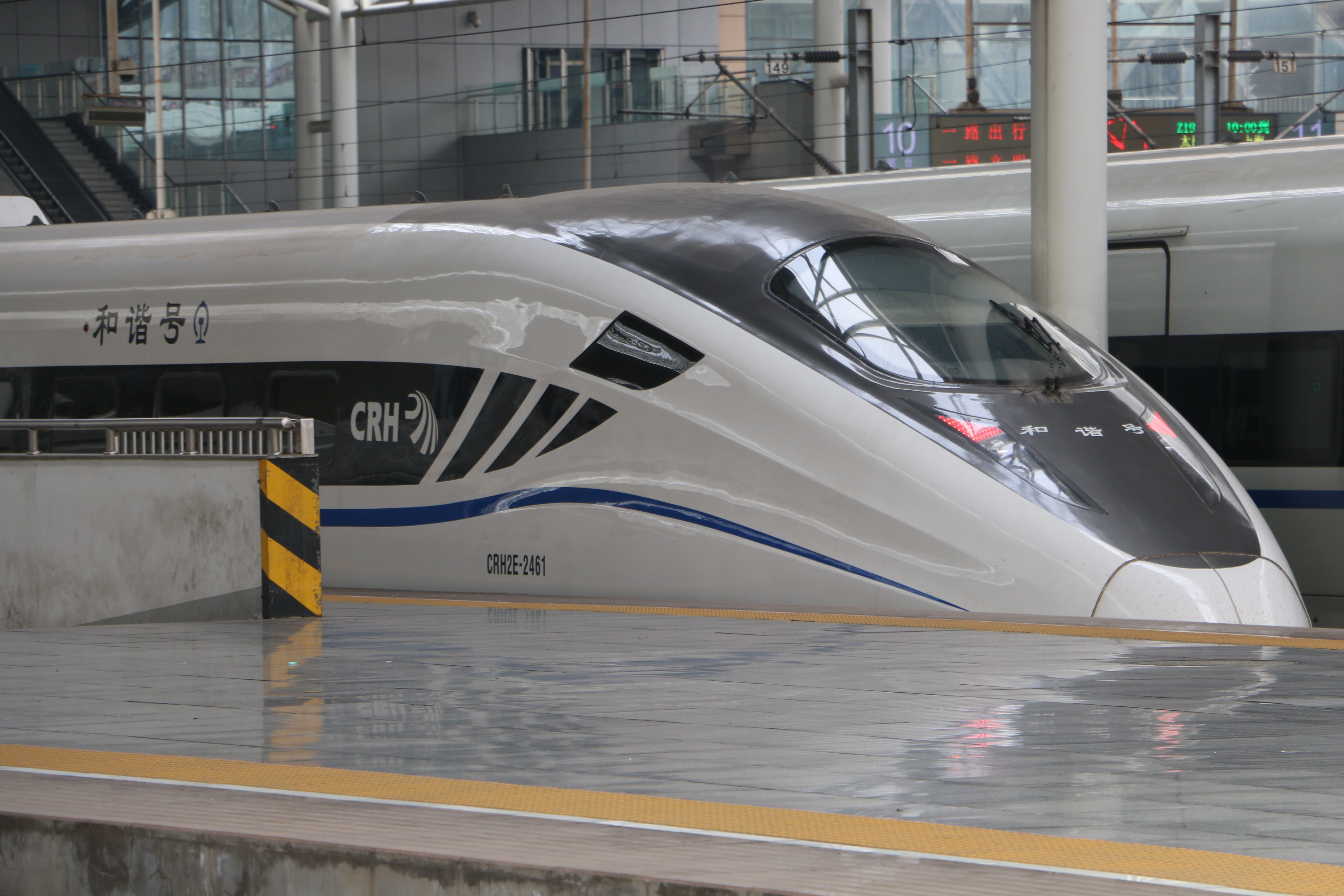
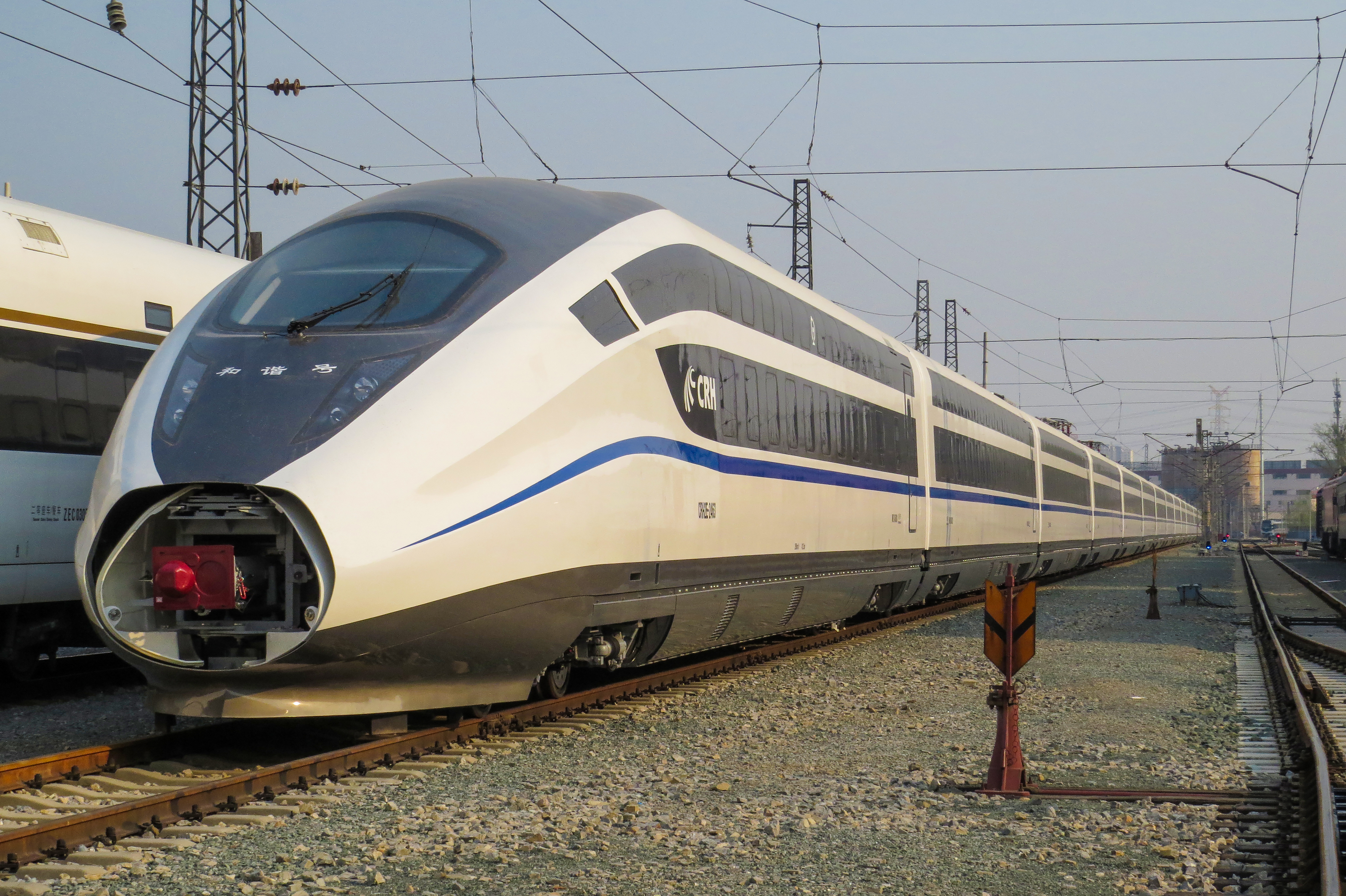

## 객차 구성
CRH2A의 경우 다른 고속열차와 달리 침대차가 있으며 이 중 37편성은 가와사키 중공업과 시팡에서 제작되었다. 2008년 이후에 제작된 차량의 경우
전 편성 최고 속도 350km/h로 설계되었다.
차량 대상
- M - M차량
- T - T차량
- C - 운전실
- P - 팬터그래프

코치 유형
- ZY - 퍼스트 클래스 코치
- ZE - 세컨드 클래스 코치
- ZYE - 퍼스트 클래스 / 세컨드 클래스 코치
- ZEC - 세컨드 클래스 코치 ／전망대
- CA - 뷔페차
- WR - 침대차

### CRH2A
| 호차          | 1     | 2     | 3     | 4     | 5     | 6     | 7     | 8     |
| 유형1         | ZE    | ZE    | ZE    | ZE    | ZEC   | ZE    | ZY    | ZE    |
| 유형2         | ZE    | ZE    | ZY    | ZE    | ZEC   | ZE    | ZY    | ZE    |
| 유형3         | ZY    | ZY    | ZE    | ZE    | ZEC   | ZE    | ZY    | ZY    |
| 유형4         | ZE    | ZE    | ZE    | ZE    | ZEC   | ZY    | ZY    | ZE    |
| 유형5 (2차분) | ZE    | ZE    | ZYE   | ZE    | ZEC   | ZE    | ZY    | ZE    |
| 유형6 (EC)    | ZY    | ZE    | ZE    | ZE    | ZEC   | ZE    | ZE    | ZE    |
| 차량 구성     | TC    | M     | M     | TP    | T     | MP    | M     | TC    |
| 차량 장치     | 1호기 | 1호기 | 1호기 | 1호기 | 2호기 | 2호기 | 2호기 | 2호기 |
| 좌석1         | 55    | 100   | 85    | 100   | 55    | 100   | 51    | 64    |
| 좌석2         | 55    | 100   | 46    | 100   | 55    | 100   | 51    | 64    |
| 좌석3         | 44    | 83    | 85    | 100   | 55    | 100   | 51    | 44    |
| 좌석4         | 55    | 100   | 85    | 100   | 55    | 78    | 51    | 64    |
| 좌석5         | 55    | 100   | 16+43 | 100   | 71    | 100   | 51    | 64    |
| 좌석6         | 48    | 90    | 90    | 77    | 63    | 90    | 90    | 65    |

- ^1  No.CRH2A-2001 ~ CRH2A-2020, CRH2A-2022 ~ CRH2A-2042, CRH2A-2044편성이 해당된다.
- ^2  No.CRH2A-2021편성이 해당된다.
- ^3  No.CRH2A-2043편성이 해당된다.
- ^4  No.CRH2A-2045 ~ CRH2A-2060편성까지 해당된다.
- ^5  No.CRH2A-2151 ~ CRH2A-2211편성까지 해당된다. 3번 코치의 경우 1호차와 2호차에 구성되었다.
- ^6  No.CRH2A-2212 ~ CRH2A-2416편성까지 해당된다.

### CRH2B
| 호차      | 1     | 2     | 3     | 4     | 5     | 6     | 7     | 8     | 9     | 10    | 11    | 12    | 13    | 14    | 15    | 16    |
| 유형      | ZY    | ZY    | ZY    | ZE    | ZE    | ZE    | ZE    | CA    | ZE    | ZE    | ZE    | ZE    | ZE    | ZE    | ZE    | ZE    |
| 차량 구성 | TC    | M     | M     | TP    | T     | M     | M     | T     | T     | M     | M     | T     | TP    | M     | M     | TC    |
| 차량 장치 | 1호기 | 1호기 | 1호기 | 1호기 | 2호기 | 2호기 | 2호기 | 2호기 | 3호기 | 3호기 | 3호기 | 3호기 | 4호기 | 4호기 | 4호기 | 4호기 |
| 좌석      | 36    | 68    | 51    | 100   | 85    | 100   | 85    |       | 85    | 100   | 85    | 100   | 85    | 100   | 85    | 65    |

- No.CRH2B-2111 ~ CRH2B-2120편성까지 해당된다.

### CRH2C
| 호차      | 1     | 2     | 3     | 4     | 5     | 6     | 7     | 8     |
| 유형      | ZE    | ZE    | ZE    | ZE    | ZEC   | ZE    | ZY    | ZE    |
| 차량 구성 | TC    | M     | M     | MP    | M     | MP    | M     | TC    |
| 차량 장치 | 1호기 | 1호기 | 1호기 | 1호기 | 2호기 | 2호기 | 2호기 | 2호기 |
| 좌석      | 55    | 100   | 85    | 100   | 71    | 100   | 51    | 64    |

- No.CRH2C-2061 ~ CRH2C-2110, CRH2C-2141 ~ CRH2C-2150편성까지 해당된다.

### CRH2E
| 호차      | 1     | 2     | 3     | 4     | 5     | 6     | 7     | 8     | 9     | 10    | 11    | 12    | 13    | 14    | 15    | 16    |
| 유형      | ZE    | WR    | WR    | WR    | WR    | WR    | WR    | CA    | WR    | WR    | WR    | WR    | WR    | WR    | WR    | ZE    |
| 차량 구성 | TC    | M     | M     | TP    | T     | M     | M     | T     | T     | M     | M     | T     | TP    | M     | M     | TC    |
| 차량 장치 | 1호기 | 1호기 | 1호기 | 1호기 | 2호기 | 2호기 | 2호기 | 2호기 | 3호기 | 3호기 | 3호기 | 3호기 | 4호기 | 4호기 | 4호기 | 4호기 |
| 좌석      | 55    | 40    | 40    | 40    | 40    | 40    | 40    | 0     | 40    | 40    | 40    | 40    | 40    | 40    | 40    | 55    |

- No.CRH2E-2121 ~ CRH2E-2140편성까지 해당된다.

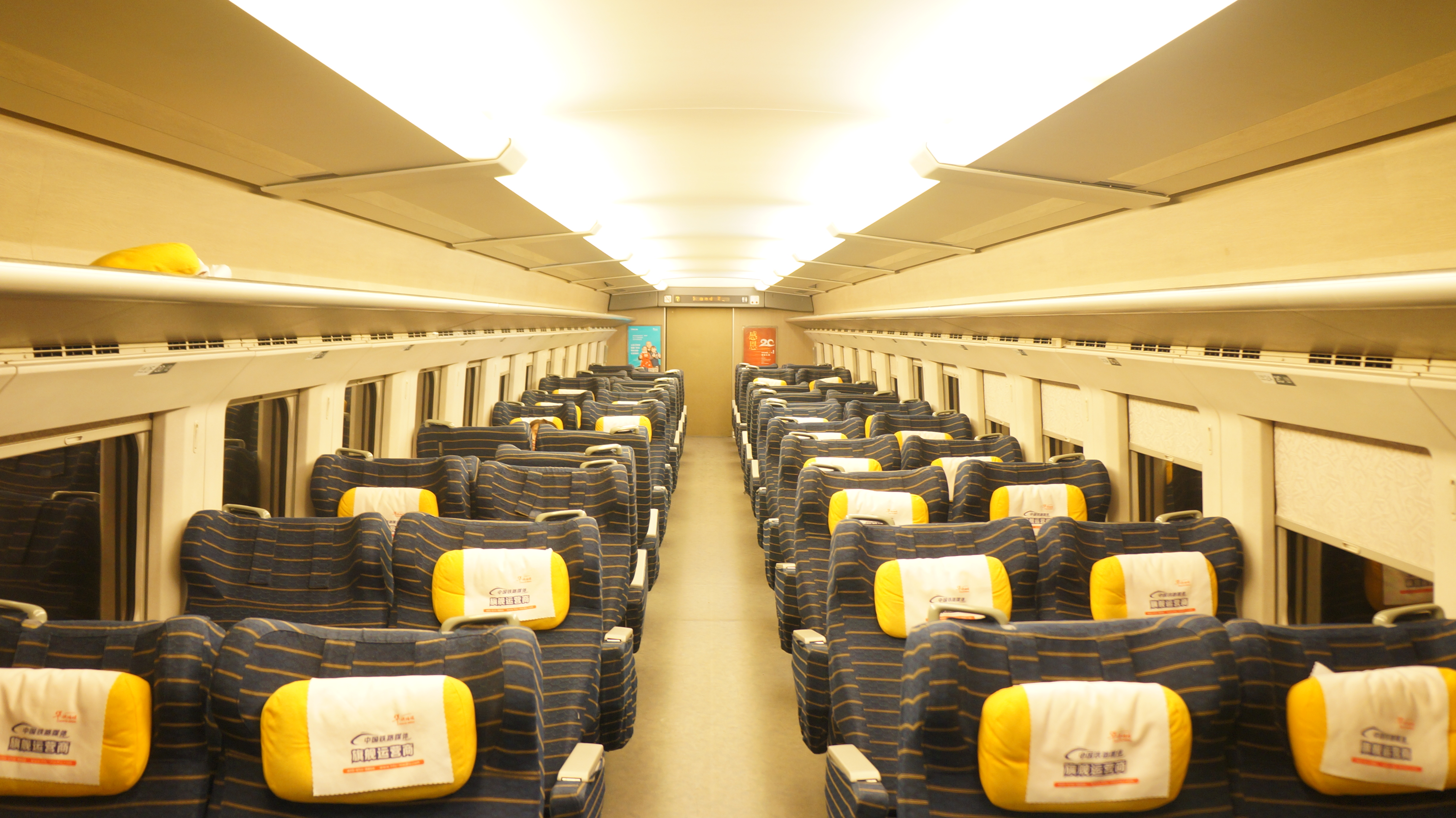
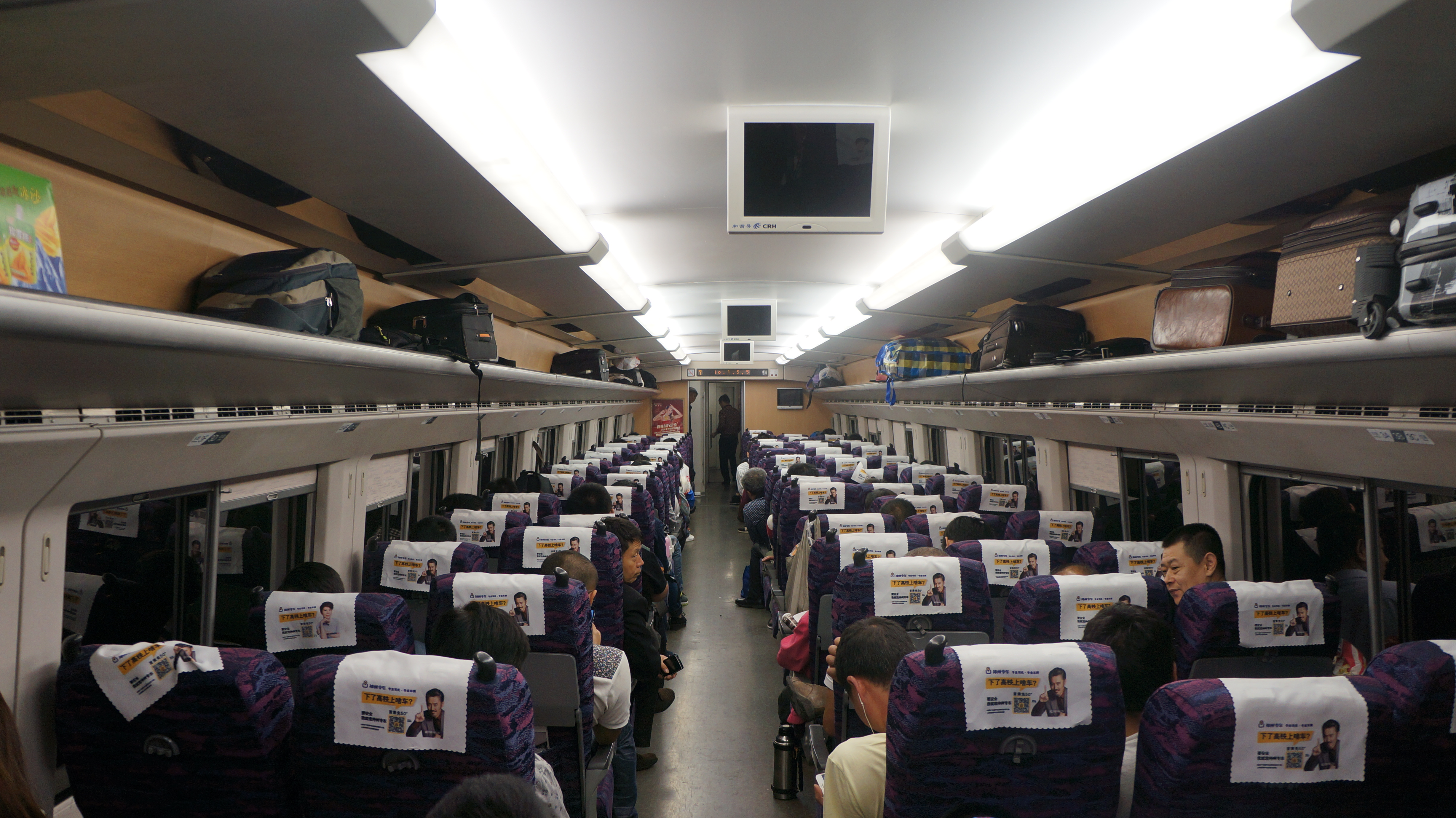
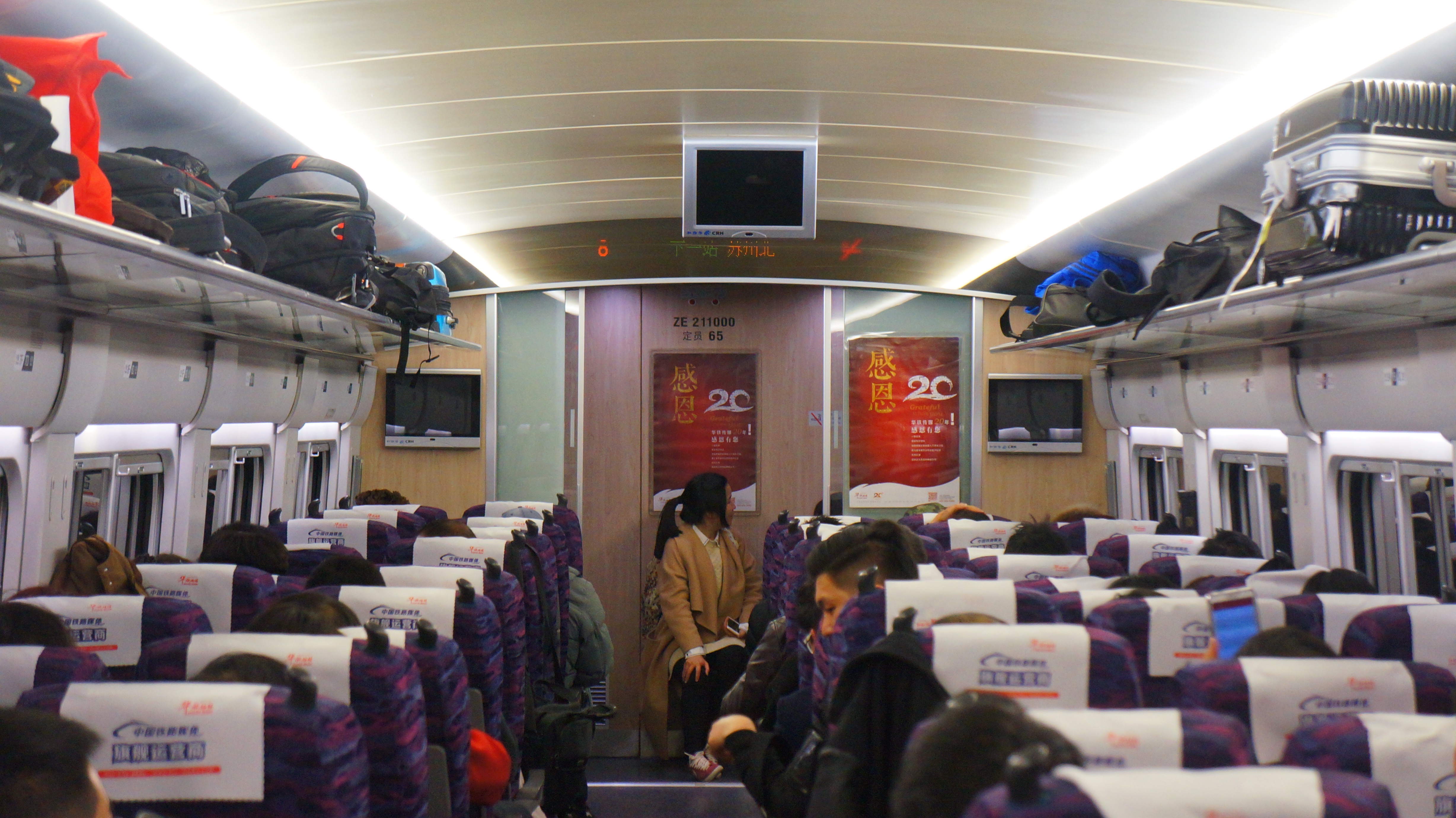
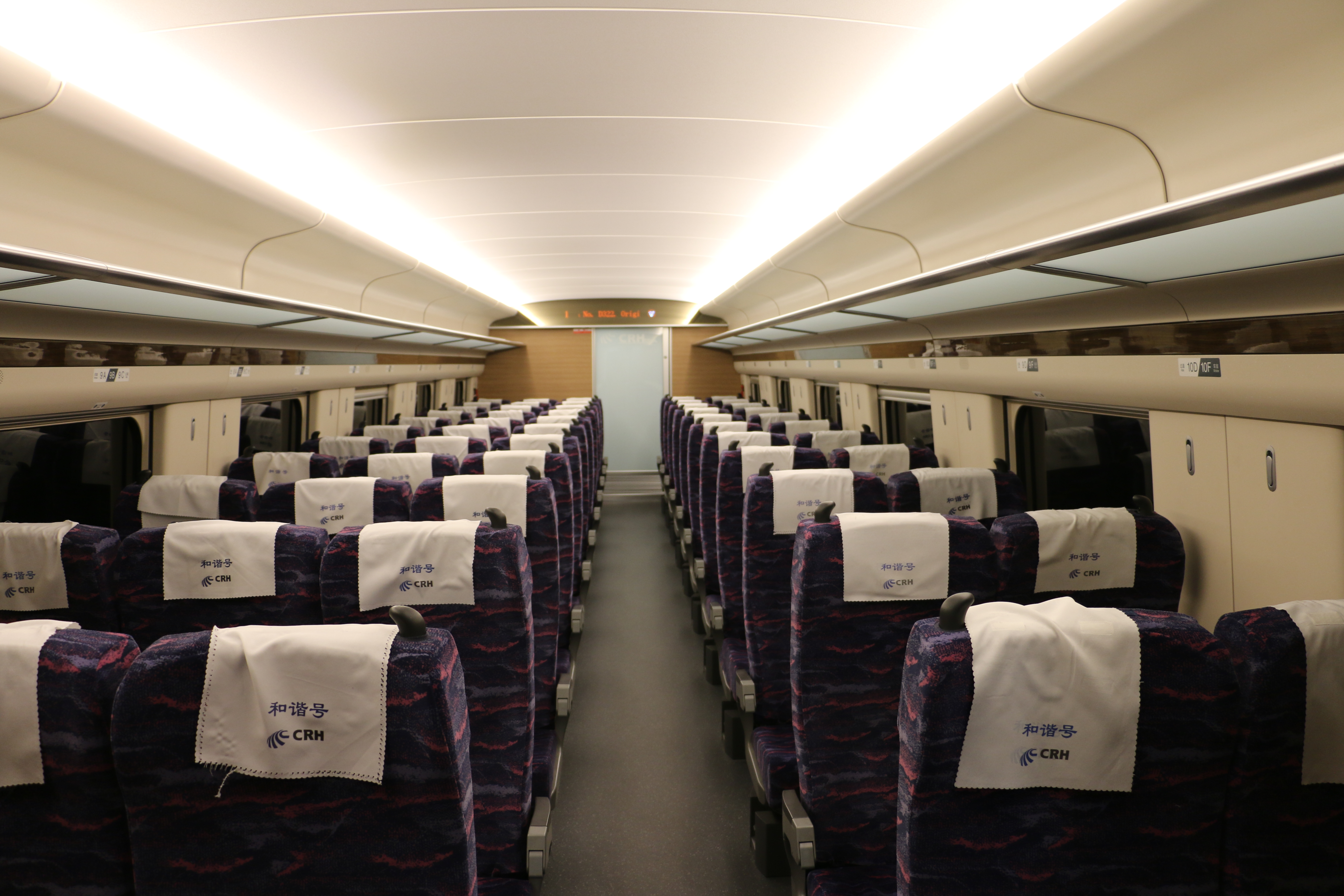
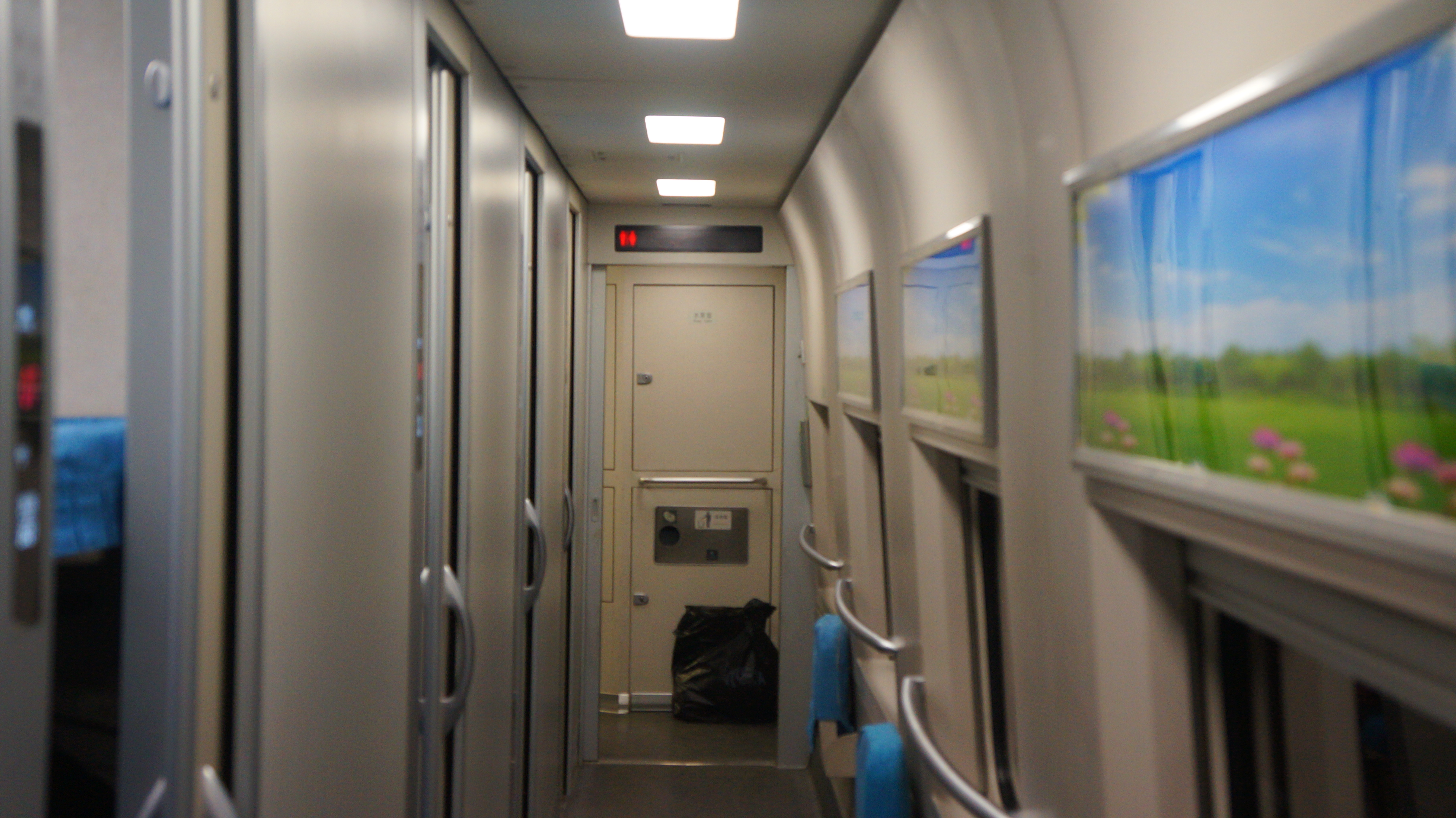

## 현황
| CRH2A                 |    | |                                                                  |
| 베이징 철도부         | 4  | CRH2-028A, CRH2-037A, CRH2-043A, CRH2-044A |                                                                  |
| 시안 철도부           | 1  | CRH2-038A |                                                                  |
| 우한 철도부           | 25 | CRH2-011A, CRH2-018A, CRH2-019A, CRH2-022A, CRH2-027A, CRH2-029A, CRH2-033A, CRH2-034A, CRH2-039A, CRH2-040A, CRH2-045A ～ CRH2-056A, CRH2-059A, CRH2-060A, CRH2-162A               |                                                                  |
| 선양 철도부           | 2  | CRH2-057A, CRH2-058A |                                                                  |
| 상하이 철도부         | 25 | CRH2-002A ～ CRH2-009A, CRH2-014A, CRH2-020A, CRH2-021A, CRH2-023A ～ CRH2-025A, CRH2-030A, CRH2-156A ～ CRH2-161A, CRH2-165A ～ CRH2-168A                                          |                                                                  |
| 난창 철도부           | 22 | CRH2-012A, CRH2-013A, CRH2-015A ～ CRH2-017A, CRH2-026A, CRH2-031A, CRH2-032A, CRH2-035A, CRH2-036A, CRH2-041A, CRH2-151A～ CRH2-155A, CRH2-163A, CRH2-164A, CRH2-169A ～ CRH2-172A |                                                                  |
| 중화인민공화국 MOR    | 2  | CRH2-001A, CRH2-042A | 점검 열차                                                        |
| 중화인민공화국 MOR    | 1  | CRH2-010A | 점검 열차                                                        |
| CRH2B                 |    | |                                                                  |
| 상하이 철도부         | 10 | CRH2-111B ～ CRH2-120B |                                                                  |
| CRH2C                 |    | |                                                                  |
| 상하이 철도부         | 27 | CRH2-062C ～ CRH2-067C, CRH2-069C ～ CRH2-090C |                                                                  |
| 상하이 철도부         | 2  | CRH2-068C、 CRH2-150C（CIT380A） | 점검 열차                                                        |
| 베이징 철도부         | 1  | CRH2-060C |                                                                  |
| 우한 철도부           | 20 | CRH2-097C～CRH2-110C, CRH2-141C~CRH2-144C, CRH2-148C, CRH2-149C |                                                                  |
| 시안 철도부           | 9  | CRH2-091C ～ CRH2-096C, CRH2-145C ～ CRH2-147C |                                                                  |
| 중화인민공화국 MOR    | 1  | CRH2-061C | 점검 열차                                                        |
| CRH2E                 |    | |                                                                  |
| 베이징 철도부         | 10 | CRH2-121E ～ CRH2-125E, CRH2-131E, CRH2-133E、 CRH2-137E ～ CRH2-140E | (CRH2-139E 편성의 경우 2011년 원저우 철도 추돌 탈선 사고로 폐차) |
| 난창 철도부           | 4  | CRH2-126E, CRH2-128E, CRH2-134E, CRH2-136E | 침대차 운행                                                      |
| 상하이 철도부         | 5  | CRH2-127E、CRH2-129E, CRH2-130E, CRH2-132E, CRH2-135E |                                                                  |
| CRH2J                 |    | |                                                                  |
| 중화인민공화국 철도부 | 1  | CRH2-205J | 폐차된 CRH2-139E 대체 차량                                       |

## 같이 보기
- 중국고속철도
- 중국고속철도 CRH1
- 중국고속철도 CRH3
- 중국고속철도 CRH5
- 중국고속철도 CRH6
- CRH380A
- 신칸센 E2계 전동차